# Pulicaria chrysantha
Pulicaria chrysantha là một loài thực vật có hoa trong họ Cúc. Loài này được (Diels) Ling miêu tả khoa học đầu tiên năm 1965.